# Quartel Geral
Quartel Geral es un municipio brasileño del estado de Minas Gerais. Su población estimada en 2004 era de 3.325 habitantes, incluyendo los poblados denominados Cuartel de São João, Japão, Campo Alegre, Capim Branco, Marmelada y Parizinho.